# Stuttgarter Talkessel
Dieser Artikel wurde wegen inhaltlicher Mängel auf der Qualitätssicherungsseite des Portals Geowissenschaften eingetragen. Dies geschieht, um die Qualität der Artikel im Themengebiet Geowissenschaften zu steigern. Bitte hilf mit, die Mängel zu beseitigen, oder beteilige dich an der Diskussion. (+)

Bebauung des Stuttgarter Talkessels. Blick von der Weinsteige zum Kräherwaldrücken, zwischen 1890 und 1900.

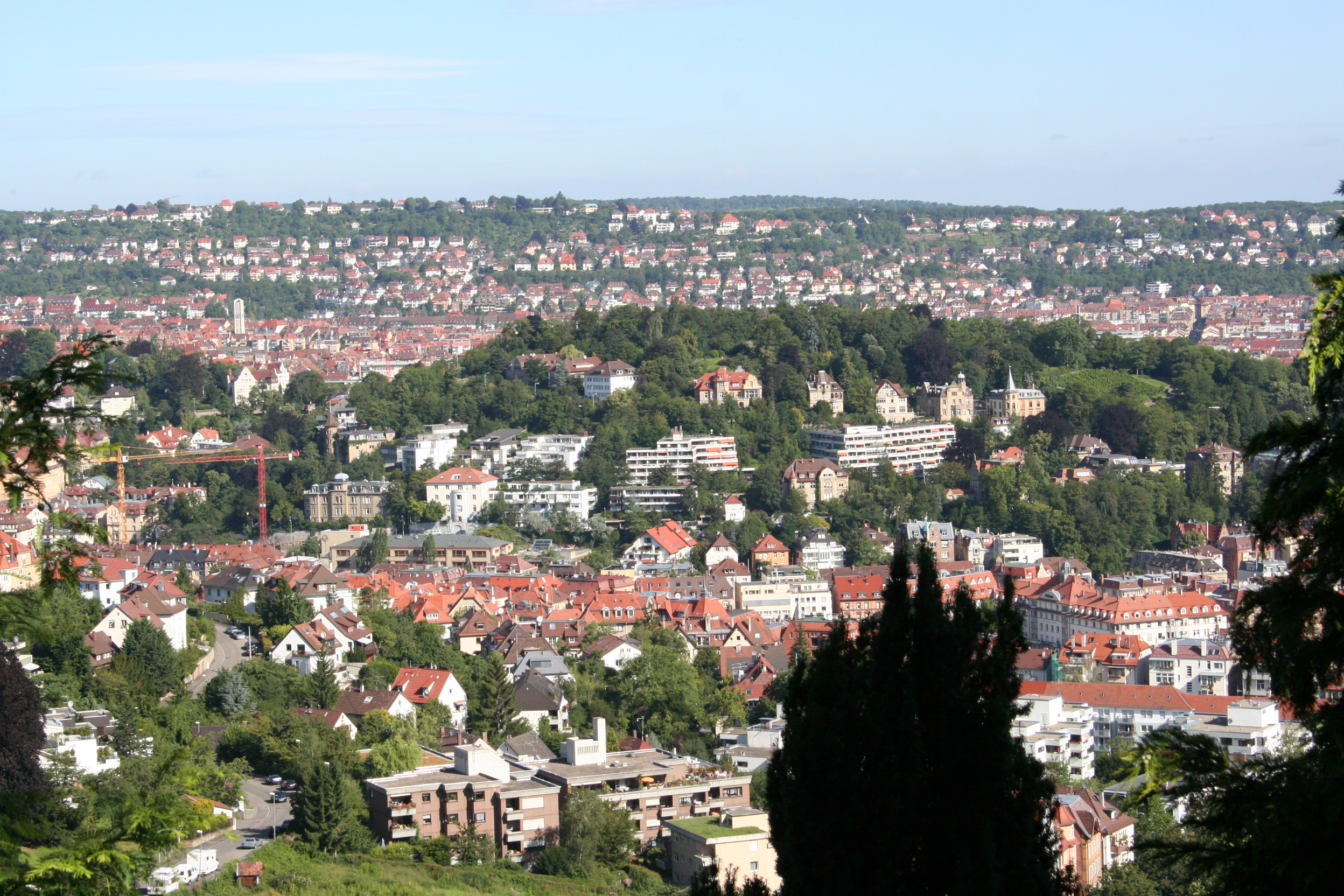
Typisch hügeliges Stadtbild am Stuttgarter Talkessel: Blick auf die Karlshöhe

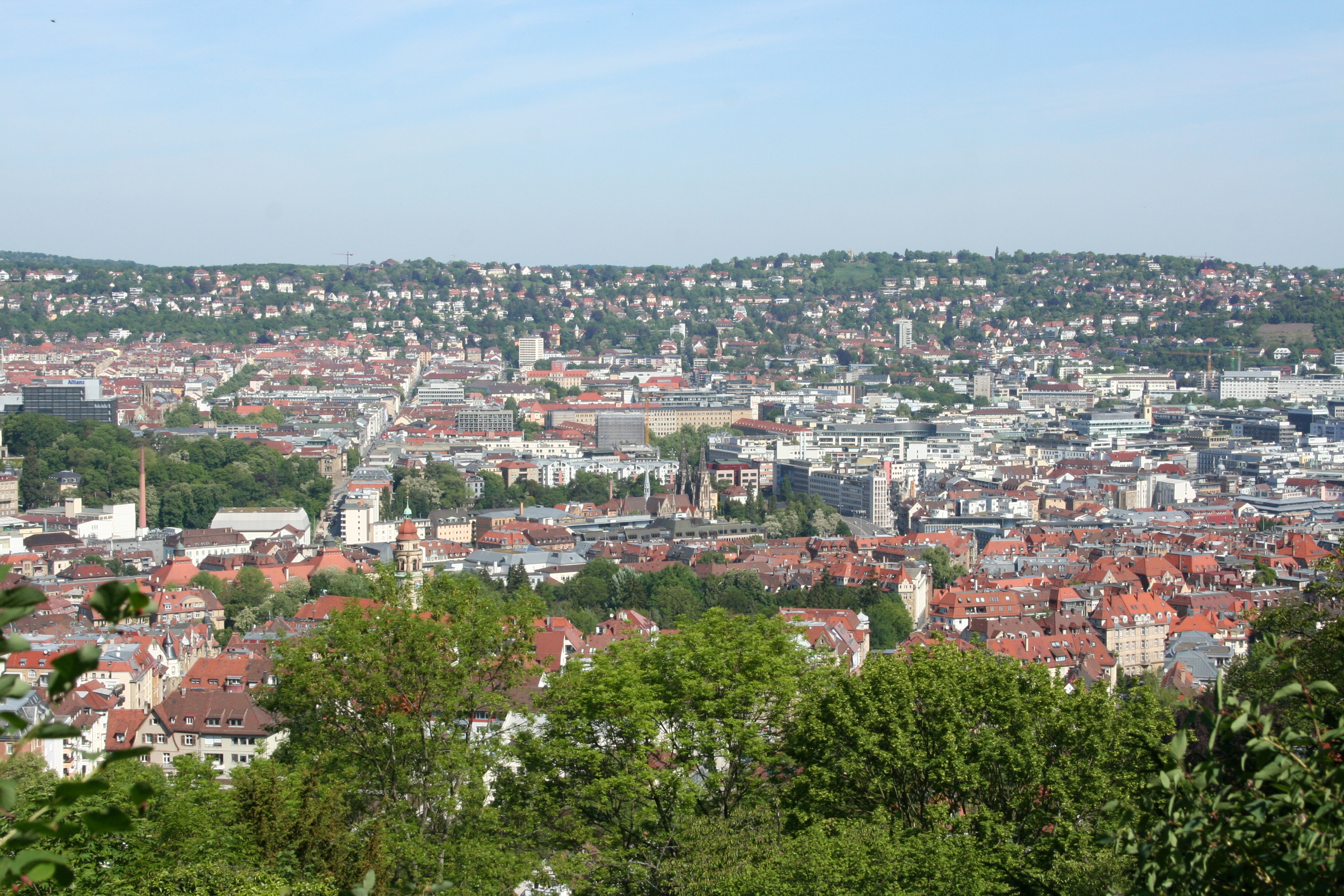
Stuttgart Süd und Mitte von der Weinsteige gesehen

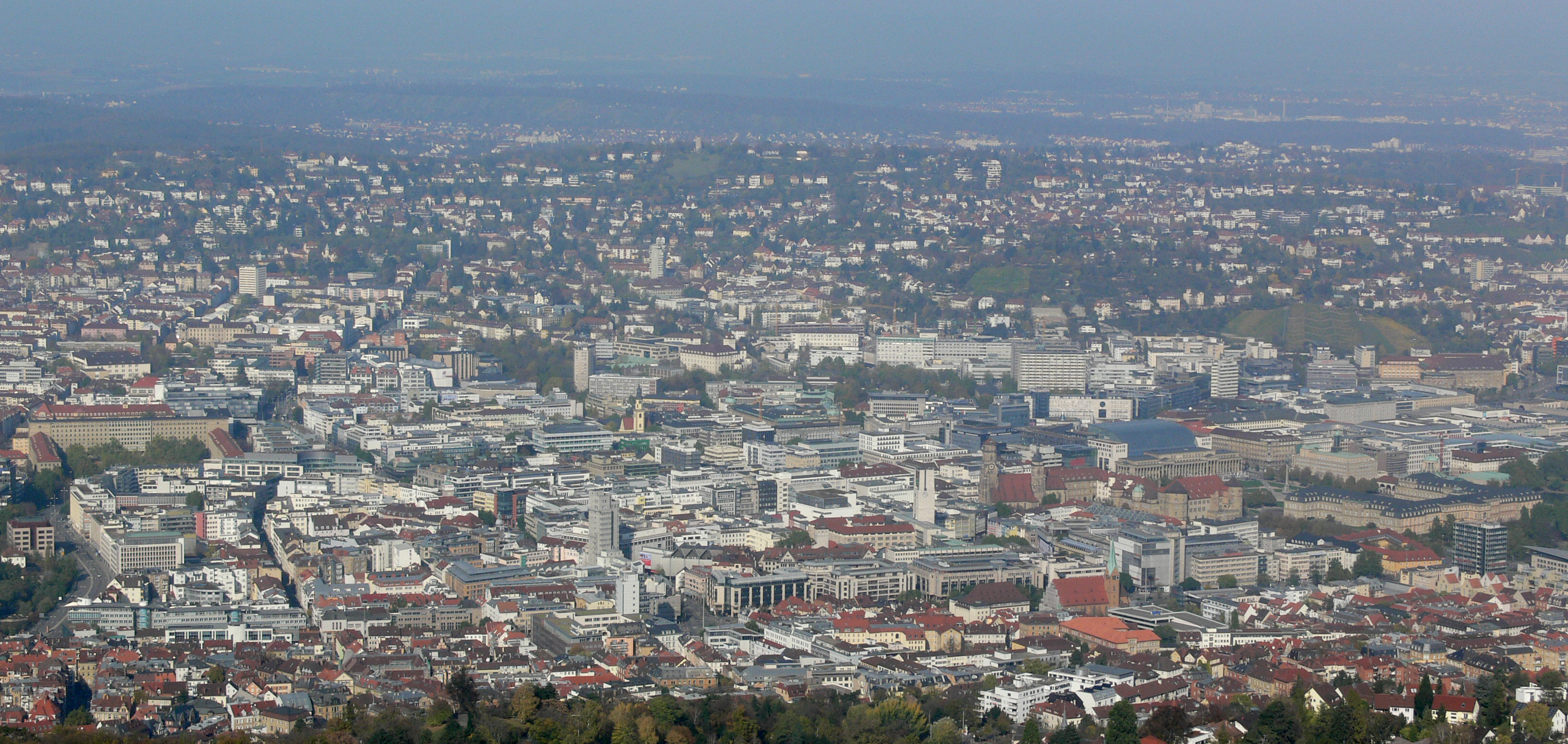
Blick auf den Kessel vom Stuttgarter Fernsehturm

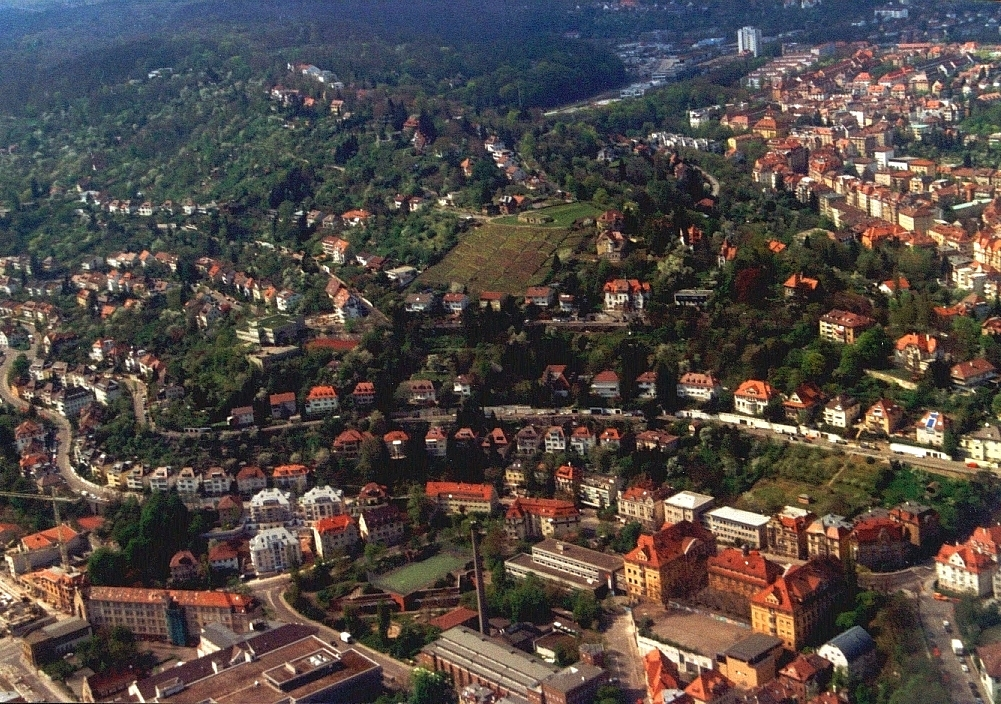
Luftbild der Stadtteile Heslach und Hasenberg. Die bei Hanglagen typische, perlenkettenartige Villenbebauung ist erkennbar.

Der Stuttgarter Talkessel, auch Nesenbachbucht genannt, ist ein Teil des Naturraums Stuttgarter Bucht. Er umfasst das Einzugsgebiet des Nesenbachs und seiner Zuflüsse unterhalb seiner Oberlaufschlucht, darunter vor allem des Vogelsangbachs. Diese Hohlform im Keuperbergland des Südwestdeutschen Stufenlandes, eine von Südwest nach Nordost von ihnen ausgeräumte linke Seitenbucht des Neckartals, ist zwischen den Hangfüßen ein bis drei Kilometer breit und etwa doppelt so lang, ihre Hänge steigen die Keuper-Stufe an, auf der Südseite sogar bis zum Unterjura. Auf ihrem Grund liegt in einer Senke auf Höhen um 240 m ü. NN die Kern- und Innenstadt Stuttgarts.

## Physische Geographie
Der Kessel liegt nördlich vor dem Trauf der Filder, der von der Höhe des Bopsers (485,2 m ü. NN) bis auf den Grund abfällt. Etwa an seinem südlichsten Punkt läuft in Heslach in nordöstlicher Laufrichtung der auf den Fildern entstehende Nesenbach aus seiner Stufenrand-Klinge zu, von dem bald nichts mehr oberirdisch zu sehen ist. Im Bereich des Löschwasserteichs nimmt er von links den heute gänzlich in verdecktem Kanal laufenden Vogelsangbach auf, der jenseits des in der Karlshöhe (343 m ü. NN) auslaufenden Hasenbergs entsteht und die nordwestlichen Teile des Talkessels ausgeräumt hat.
Im Nordwesten wird der Kessel begrenzt von einem sich etwa 5 km weit nordöstlich ziehenden, recht schmalen Bergrücken vor dem benachbarten kleineren Feuerbachtal, welcher nahe dem Birkenkopf (heute 511 m ü. NN, um etwa 40 m künstlich erhöht) ansetzt, lange Höhen von über 400 m ü. NN hält und dann vom Killesberg aus zum Pragsattel (ca. 300 m ü. NN) abfällt. Eine niedrigere Fortsetzung läuft danach über den Burgholzhof (359 m ü. NN) weiter bis nach Münster im Neckartal.
Kurz vor dem Killesberg hat dieser Rücken im Bereich des Gähkopfes (409 m ü. NN) einen südöstlichen Vorsprung, unterhalb dessen die Sohle der Nesenbachbucht im Bereich des Hauptbahnhofes mit nur etwa 1 km Breite am schmälsten ist. Denn auf ihrer Ostseite zieht sich gegenüber vom Frauenkopf (462,3 m ü. NN) her ein kürzerer Hügelzug nach Norden bis zur jenseitigen Uhlandshöhe (355 m ü. NN), jenseits dessen der Stadtteil Gaisburg im viel kleineren Nebental des Klingenbachs liegt. Nordöstlich dieser Engstelle fallen die Randberge der Bucht deutlich niedriger aus, sie öffnet sich deshalb ab hier zum Neckartal hin.

## Geologie
Der Talkessel wird im Süden von den Keuperrandhöhen des Schwäbischen Keuper-Lias-Landes begrenzt. Zeugenberge wie der Frauenkopf im Stuttgarter Süden weisen Schwarzen Jura (lithostratigraphisch Unterjura) auf. Die verebneten Hänge aus Stubensandstein sind regelmäßig bewaldet. Da das Ausgangsmaterial für die Bodenbildung sich erdzeitlich häufig veränderte, entstanden zahlreiche Bodentypen: Braunerden, Tonböden und die weit verbreiteten kalkhaltigen Lockergesteine (Parabraunerden).
Nördlich des Stuttgarter Talkessels schließt sich das bisweilen von Löss überlagerte Gipskeuperhügelland an, auf welchem gehaltvolle Weine angebaut werden. Im weiteren Verlauf geht das Gelände in die Muschelkalk- und Lettenkeuperhochfläche der Kulturlandschaft des Gäus über, in welches sich hier der Neckar tief eingeschnitten hat.

## Großklimatische Einordnung
Das Stadtklima ist stark davon geprägt, dass im Stuttgarter Talkessel verhältnismäßig niedrige Windgeschwindigkeiten vorherrschen. Dies liegt nicht allein an der örtlichen Besonderheit der Kessellage, vielmehr prägt die Lage Stuttgarts im landschaftlichen Kontext selbst diesen Umstand der Luftdruckverteilung. Die Höhenzüge Schwarzwald, Schwäbische Alb, Schurwald sowie der Schwäbisch-Fränkische Wald schatten die gesamte Region von Winden ab, weshalb neben der Fruchtbarkeit der Böden auch dieser Umstand an den Hängen Stuttgarts Weinbau ermöglicht. Die Einflüsse der für Süddeutschland typischen vorgeschobenen Ausläufer der Azorenhochs bringen übergeordnete Wetterberuhigungen mit sich. Zudem übt das Relief Süddeutschlands auf die Windgeschwindigkeit eine größere Bremswirkung aus. Die Frischluftzuströme (Belüftungsachsen) verlaufen über bodennahe Kaltluftbahnen, wie das Kaltental und das Nesenbachtal.

### Sonnenscheindauer
Zwischen Juli und September werden in Stuttgart die höchsten Sonnenscheinwerte erzielt, wobei die Mittagsstunden dieser Monate häufig Sonnenausfall mit sich bringen. Quellwolkenbildungen über der Stadt sind dafür ursächlich. In den Wintermonaten herrscht insbesondere in den Morgen- und Abendstunden weniger Sonnenschein über der Stadt, wobei sich nach Erkenntnissen des Stuttgarter Wetteramtes hierin der Einfluss der Orografie äußert. Die den Stuttgarter Talkessel umgebenden Randhöhen bewirken für die Stadt eine beträchtliche Horizontneigung, die bei niedrigem Sonnenstand im Winter die Sonnenscheindauer deutlich herabsetzt.

### Temperaturverhältnisse und Luftfeuchtigkeit
Der Strahlungshaushalt eines Ortes steht im Zusammenhang mit seinen Temperaturverhältnissen. Sowohl die Maximum- wie die Minimumtemperaturen liegen im Stuttgarter Talkessel nahezu durchweg höher als in anderen Regionen um Stuttgart herum. In erster Linie liegt das daran, dass von der zugestrahlten Energie im Talkessel mehr aufgenommen wird und lange gehalten werden kann.

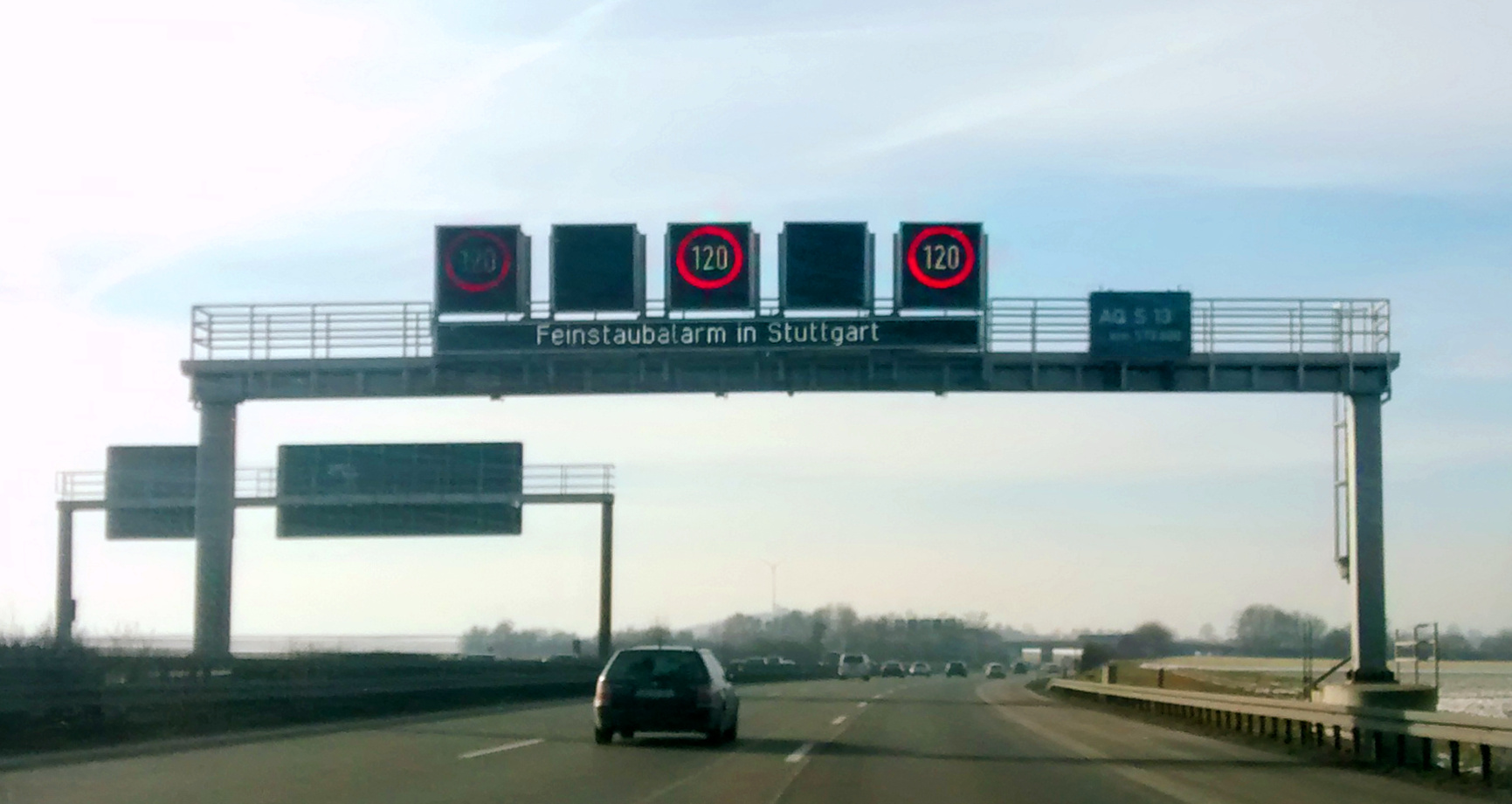
„Feinstaubalarm in Stuttgart“
Am 28. Januar 2017 auf der A 81 ausgeschildert.

Da der Stuttgarter Talkessel nur schwach durchlüftet ist, ist die Dichte der Rauch- und Staubteilchen besonders hoch. Diese bilden Kondensationskerne, an denen Wasserdampf sich teilweise in Form von Tröpfchen absetzt. Im Winter weist Stuttgart einen großen Überschuss an Nebeltagen auf, was ebenfalls auf die abgeschlossene Kessellage mit stagnierender Luft zurückzuführen ist. Da Stadtnebel zu den schädlichsten Erscheinungen des Stadtklimas zählt, wurde auch aus diesem Grund zum 1. März 2008 die Feinstaubplakettenpflicht eingeführt.
Ab 2016 wurde an Wintertagen mit hoher Feinstaubbelastung und wenig Luftaustausch Feinstaubalarm ausgelöst. An die Bürgerschaft wurde appelliert, freiwillig weniger Schadstoffe zu erzeugen und Komfortkamine auszulassen. Die Halbierung der Fahrpreise (Kinderticket) und kostenlose Fahrscheine für Firmen sollten zusätzlich Autofahrer zum Umstieg auf den öffentlichen Personennahverkehr motivieren und so die Emissionen senken. Im April 2020 wurde der Feinstaubalarm beendet, nachdem die Grenzwerte der Luftreinhaltung an allen Messstationen eingehalten wurden.

### Windverhältnisse
Die in verschiedenen Höhen aufragenden Häuserwände stellen eine Behinderung der Luftströmungen dar, da hohe Reibungseffekte auftreten und den Wind im Stuttgarter Talkessel bis zum Stillstand ausbremsen. Es bildet sich ein Luftkissen aus, über welches die nachströmende Luft aufsteigen muss. Die Geländegestaltung des Kessels nimmt jedoch selbst erheblichen Einfluss auf die Windgeschwindigkeiten. Im enger werdenden Nesenbachtal zwischen Kaltental und Heslach erhöht sich der Düseneffekt, um ab Heslach durch die Bremswirkung der Häuser wieder mehr zur Ruhe zu gelangen. Nordostwinde können in den Übergangsjahreszeiten festgestellt werden. Die nördlichen und südlichen Randhöhen wie auch der Stuttgarter Kessel selbst verlaufen in südwest-nordöstlicher Richtung. Diese Tatsache bewirkt, dass häufig Nordwinde zu Nordostwinden und Südwinde zu Südwestwinden umgelenkt werden.

## Geschichte des Talkessels

### Gartenbau im Talkessel
Vor der Industrialisierung war der Stuttgarter Talkessel bis 1850 geprägt von stadtnaher Landwirtschaft, in der heutigen Innenstadt wurde damals Gemüse angebaut. Erwerbsgartenflächen (Maulbeeren) lagen beispielsweise am „Bollwerk“ kurz vor der Stadtbefestigung, heute Fritz-Elsas-Straße. Die zunehmende Besiedlung in der zweiten Hälfte des 19. Jahrhunderts verdrängte den Gartenbau nach außen auf einen Ring in den umliegenden Weinbergen. Weiter noch wich der Anbau jenseits des Talkessels aufs „Lange Feld“ gegen Stammheim zu, aufs „Schmidener Feld“ gegen Waiblingen zu und auf die Gemarkung Botnangs im Westen der Stadt. Allein um die Stadtfriedhöfe herum bewahrte sich eine Kultur von Zierpflanzenbebauung.

### Zweiter Weltkrieg
Stuttgart blieb vom Zweiten Weltkrieg lange verschont. Dank ihrer Kessellage konnte die Stadt durch Einnebelungen „unsichtbar“ gemacht werden. Diese und weitere Tarnmaßnahmen, wie die Abdeckung des „Theatersees“ im Oberen Schlossgarten, hielten bis 1942 Bombenangriffe vom Talkessel fern. Die kriegswichtigen Werke der Firma Bosch (heutiges Bosch-Areal im Stuttgarter Westen) waren jedoch ein ständiges Ziel englischer Angriffsversuche. Stuttgart war mit seinen Industriestandorten „das deutsche Coventry“, die Stadt stand deshalb ab dem 6. September 1943 im Fadenkreuz stärkerer Angriffe. Hierbei wirkten amerikanische und britische Bomberstaffeln zusammen, ohne dabei allerdings Erfolge zu erzielen, die Angriffe galten als „kostspieliges Fiasko“. Erst diejenigen des Jahres 1944 legten die Stuttgarter Innenstadt in Schutt und Asche. Stuttgart war deshalb nach dem Zweiten Weltkrieg zu großen Teilen verwüstet; mehr als die Hälfte aller Gebäude waren zerstört.
Ein großer Teil der Trümmermassen wurde zwischen 1953 und 1957 auf den Birkenkopf geschüttet, wodurch die Höhe der Bergkuppe um rund 40 Meter anwuchs. Auf ihrem Gipfel sind heute noch viele Fassadenreste zerstörter Gebäude zu erkennen.